# Bernay, Sarthe
Bernay-en-Champagne (formerly Bernay) là một xã thuộc tỉnh Sarthe trong vùng Pays-de-la-Loire tây bắc nước Pháp. Xã này nằm ở khu vực có độ cao từ 80-177 mét trên mực nước biển.